# Захарово (Марковский сельсовет, Вологодский район)
Захарово — деревня в Вологодском районе Вологодской области.
Входит в состав Марковского сельского поселения, с точки зрения административно-территориального деления — в Марковский сельсовет.
Расположена на правом берегу реки Комела, около автомобильного моста, в 5 пяти километрах от места впадения Комелы в Лежу.
Расстояние по автодороге до районного центра Вологды — 28 км, до центра муниципального образования Васильевского — 6 км. Ближайшие населённые пункты — Глушица, Рогачёво, Спасс, Ивановка.
По переписи 2002 года население — 25 человек (13 мужчин, 12 женщин — 3 семьи). Всё население — русские.